# Hechos 14

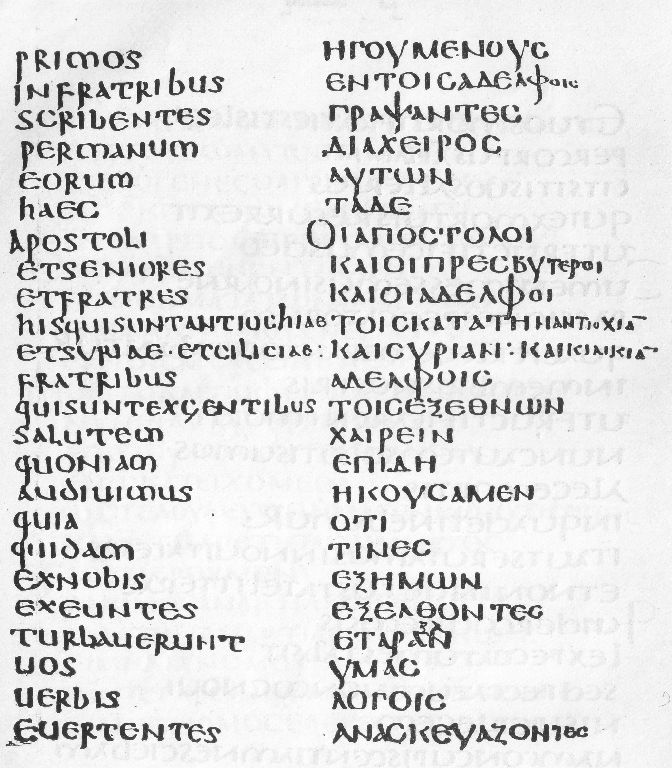
Hechos 15:22-24 en latín (columna izquierda) y griego (columna derecha) en el Codex Laudianus, escrito hacia el año 550 d.C.

Hechos 14 es el decimocuarto capítulo de los Hechos de los Apóstoles del Nuevo Testamento de la  Biblia Cristiana. En él se relata el primer viaje misionero de Pablo y Bernabé a Frigia y Licaonia. El autor del libro que contiene este capítulo es anónimo pero la tradición cristiana primitiva afirmó uniformemente que Lucas compuso este libro así como el Evangelio de Lucas.

## Texto
El texto original fue escrito en griego koiné. Este capítulo está dividido en 28 Versículos.

### Testigos textuales
Algunos manuscritos antiguos que contienen el texto de este capítulo son:
Ÿ En griego
- Códice Vaticano (325-350 d. C.)
- Codex Sinaiticus (330-360)
- Codex Bezae (~400)
- Codex Alexandrinus (400-440)
- Codex Ephraemi Rescriptus (~450)
- Codex Laudianus (~550; completo)

En latín
- Codex Laudianus (~550; completo)
- Palimpsesto de León (siglo VII; existen los Versículos 21-28)[2]

## Predicación en Iconio (Versículos 1-7)

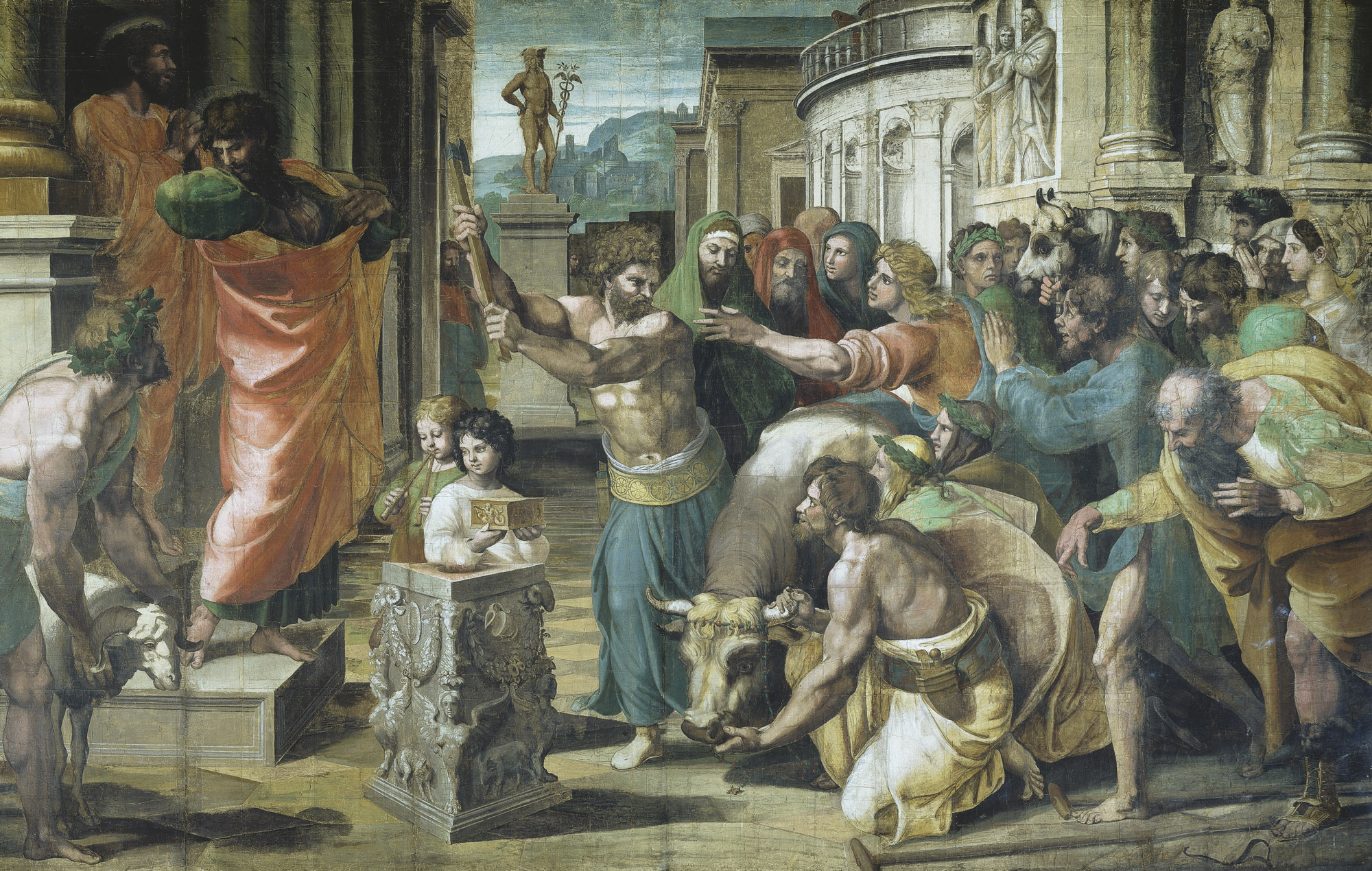
El Sacrificio en Listra por Raphael, 1515